# Медівник рогодзьобий

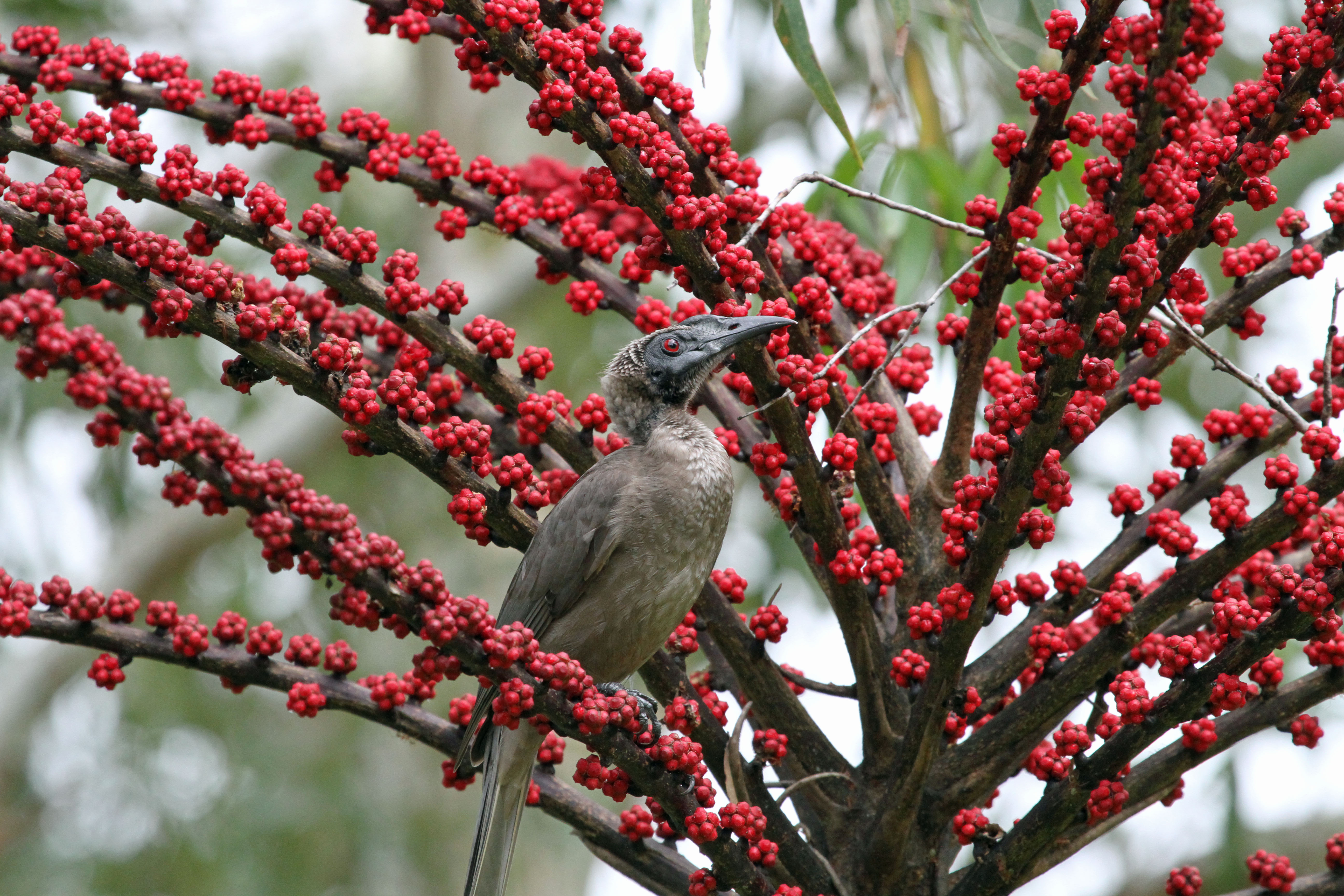
Рогодзьобий медівник

Медівни́к рогодзьобий (Philemon buceroides) — вид горобцеподібних птахів родини медолюбових (Meliphagidae). Мешкає в Індонезії, північній Австралії і Східному Тиморі.

## Підвиди
Виділяють чотири підвиди:
- P. b. neglectus (Büttikofer, 1891) — західні і центральні Малі Зондські острови;
- P. b. buceroides (Swainson, 1838) — східні Малі Зондські острови;
- P. b. gordoni Mathews, 1912 — узбережжя Північної Території і острів Мелвілл;
- P. b. ammitophilus Schodde, Mason, IJ & McKean, 1979 — внутрішні райони Північної Території.

Квінслендські і новогвінейські медівники раніше вважалися конспецифічними з рогодзьобим медівником.

## Поширення і екологія
Рогодзьобі медівники живуть в тропічних лісах і мангрових заростях.